# Scoparia albonigra
Scoparia albonigra is een vlinder uit de familie grasmotten (Crambidae). De wetenschappelijke naam van deze soort is voor het eerst geldig gepubliceerd in 2000 door Nuss.
De soort komt voor in tropisch Afrika.